# 栄町 (美作市)
栄町（さかえまち）は、岡山県美作市にある大字である。旧称は、三海田（みかいた）。かつての英田郡三海田村に相当する。
郵便番号は〒707-0025（美作郵便局管区）。

## 概要
美作市域のほぼ中部にあたる。旧美作町役場、旧美作市役所の所在地で、かつては三海田（みかいた）と称した。なお、美作市役所は2025年（令和7年）5月7日に中国自動車道美作インターチェンジ西側の美来地区に移転した。
国道179号線に沿って町並をつくり、JR姫新線林野駅が吉野川の右岸の明見地区にある。当地の町並みは、林野駅が置かれたのに伴い生まれた、比較的新しい町並みである。

## 沿革

### 歴史
もとは英田部三海田村で、古くは林野郷・林野保に属した。江戸時代になると津山藩主森氏の支配下となる。『作陽誌』に高83石4斗、戸数7戸、人数44人と記載されている。森氏除封後元禄11年、新たな津山藩主松平氏の所領となり明治に至る。
明治22年 6月1日、倉敷村など3村と合併して新たな倉敷村となり、大字三海田となる。
同29年に町制施行し倉敷町、大正7年に林野町への改称を経て、昭和28年4月1日、周辺との合併により美作町となり、役所が当地に置かれ、これを機に三海田を改めて栄町とした。姫新線の開通するまではさびれた町はずれであったが、鉄道が開通し、隣の明見に林野駅が置かれてから急激に発展をみせた地区である。
その後、平成17年に美作町を含む勝英地方の6町村が合併し、美作市を新設、栄町の旧美作町役場を市役所とした。

### 年表
| 年月日          | 出来事 | 備考 |
| --------------- | --- | ---- |
| 慶長8年         | 森氏を藩主とする津山藩が立藩され、同藩の所領となる。                                                                           |      |
| 元禄11年        | 津山藩主が松平氏へ代わり、同氏の所領となる。                                                                                   |      |
| 明治22年6月1日  | 町村制施行により、英田郡三海田村・倉敷村・三倉田村・朽木村が合併して同郡倉敷村を新設。倉敷に役場を設置。                       |      |
| 明治29年        | 英田郡倉敷村が町制施行し、倉敷町に改称。                                                                                       |      |
| 明治33年4月1日  | 英田郡・吉野郡が統合されて英田郡となる。                                                                                       |      |
| 大正7年         | 倉敷町が林野町へ改称。 |      |
| 昭和28年4月1日  | 林野町が英田郡豊田村、楢原村、勝田郡湯郷町、豊国村と合併、英田郡美作町を新設。三海田に役場を設置し、同時に三海田を栄町へ改称。 |      |
| 平成17年3月31日 | 英田郡美作町・英田町・作東町・大原町・東粟倉村・勝田郡勝田町が合併し、美作市を新設。栄町の旧美作町役場に市役所を設置。         |      |

## 地勢
山岳
- 城山

河川
- 梶並川
  - 滝川

## 主要施設
公的施設
- 美作市役所
- 美作市立中央図書館
- 栄町公民館

郵便局
- 美作栄町簡易郵便局

医療・福祉施設
- 河田病院
- 山田病院
- デイサービスセンターさんご

一般企業・商店等
- みまさか商工会
- 美作青年会議所
- NTT西日本美作電話交換所
- 清和建設
- 喜田工業

交通施設
- 宇野自動車（宇野バス）
- 英田交通（英田バス）
- JR林野駅（明見と跨がる。主要部は明見側）

宗教施設
- 金光教林野教会

## 交通
道路
- 岡山県道51号
- 岡山県道210号
- 岡山県道386号

鉄道
- JR姫新線
  - 林野駅（明見と跨がる。主要部は明見側）